# 영재 육성 프로젝트 99%의 도전
《영재 육성 프로젝트 99%의 도전》은 SBS에서 2001년 방송되었던 초특급 일요일 만세의 코너 프로그램이다. 영재 선발 프로그램의 원조 격인 프로그램이다. 선발될 경우 JYP에 입사할 기회를 얻는다.

## 출연자
- 조권
- 맹지나
- 선예
- 지소울
- 장서희
- 구슬기
- 이상지
- 송이랑
- 오윤
- 메이다니(우승)

## 같이 보기
- K팝 스타 (2011 ~ 2017년)
- LOUD (2021년)